# Spårfordon

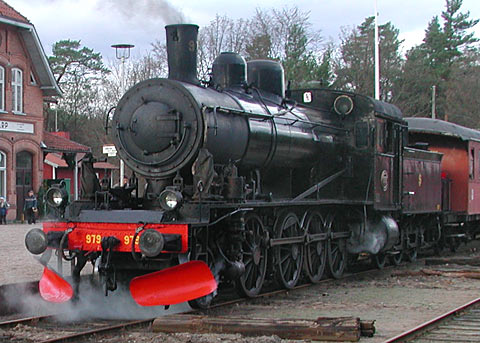
Loken räknas som spårfordon, här är ett gammalt ånglok

Spårfordon, även rullande materiel, är i spårtrafik ett sammanfattande namn på alla anordningar som kan framföras på spåret, såsom lok, vagnar, motorvagnar, spårvagnar, tunnelbanevagnar, dressiner och olika arbetsfordon.

## Sverige
Spårfordon är ett begrepp i Trafikverkets Trafikbestämmelser för järnväg (TTJ).
Deras definition är: "järnvägsfordon som kräver godkännande av tillsynsmyndigheten. Spårfordon indelas dels i storfordon och småfordon och dels i drivfordon och vagnar. En fordonsenhet som består av fast sammankopplade delar betraktas som endast ett spårfordon".